# Louis Lavauden
Louis Lavauden est un forestier et zoologiste français, né le 19 juin 1881 à Grenoble et mort le 1er septembre 1935 à Anjou dans l'Isère.

## Biographie
Après des études à École nationale des eaux et forêts, il passe plusieurs années dans le Dauphiné et en Afrique. Il sert, durant toute la Première Guerre mondiale, dans l'infanterie en tant qu'officier des chasseurs forestiers.
Après la guerre, il passe dix ans comme garde général forestier en Tunisie. En 1925, il participe à l'une des premières traversées motorisées du Sahara qui, de Tunis, rejoint le lac Tchad et le Dahomey.
De 1928 à 1931, il est chef des gardes forestiers de Madagascar.
Il passe les dernières années de sa vie à Paris où il est détaché à l'école d'agriculture pour y enseigner la zoologie générale et appliquée.
Durant toute sa vie, Lavauden s'est intéressé à la zoologie, en particulier aux oiseaux et aux mammifères d’Afrique, notamment de Madagascar. Il a aussi publié plusieurs articles sur la faune des Alpes.
L'essentiel de ses collections a été légué au Muséum d'histoire naturelle de Grenoble.

## Œuvres
- La chasse et la faune cynégétique en Tunisie. Tunis, Imprimerie Guinle, 1920. 40 pages.
- Les vertébrés du Sahara. Paris, 1926. 200 pages, 2 cartes.
- Essai sur l'histoire naturelle du lynx. Grenoble, Imprimerie Allier, 1930. 108 pages, 4 planches.